# Berberys-R
Berberys-R – wielospektralny system kamuflażu, redukujący spektrum widzialne w podczerwieni bliższej termalnej, oraz sygnaturę radiolokacyjną, oferowany przez firmę Miranda sp. z o.o. system jest wykorzystywany m.in. przez polski kontyngent wojskowy w Afganistanie.